# Hagnagora guatica
Hagnagora guatica är en fjärilsart som beskrevs av William Schaus 1927. Hagnagora guatica ingår i släktet Hagnagora och familjen mätare. Inga underarter finns listade i Catalogue of Life.